# Kerosine

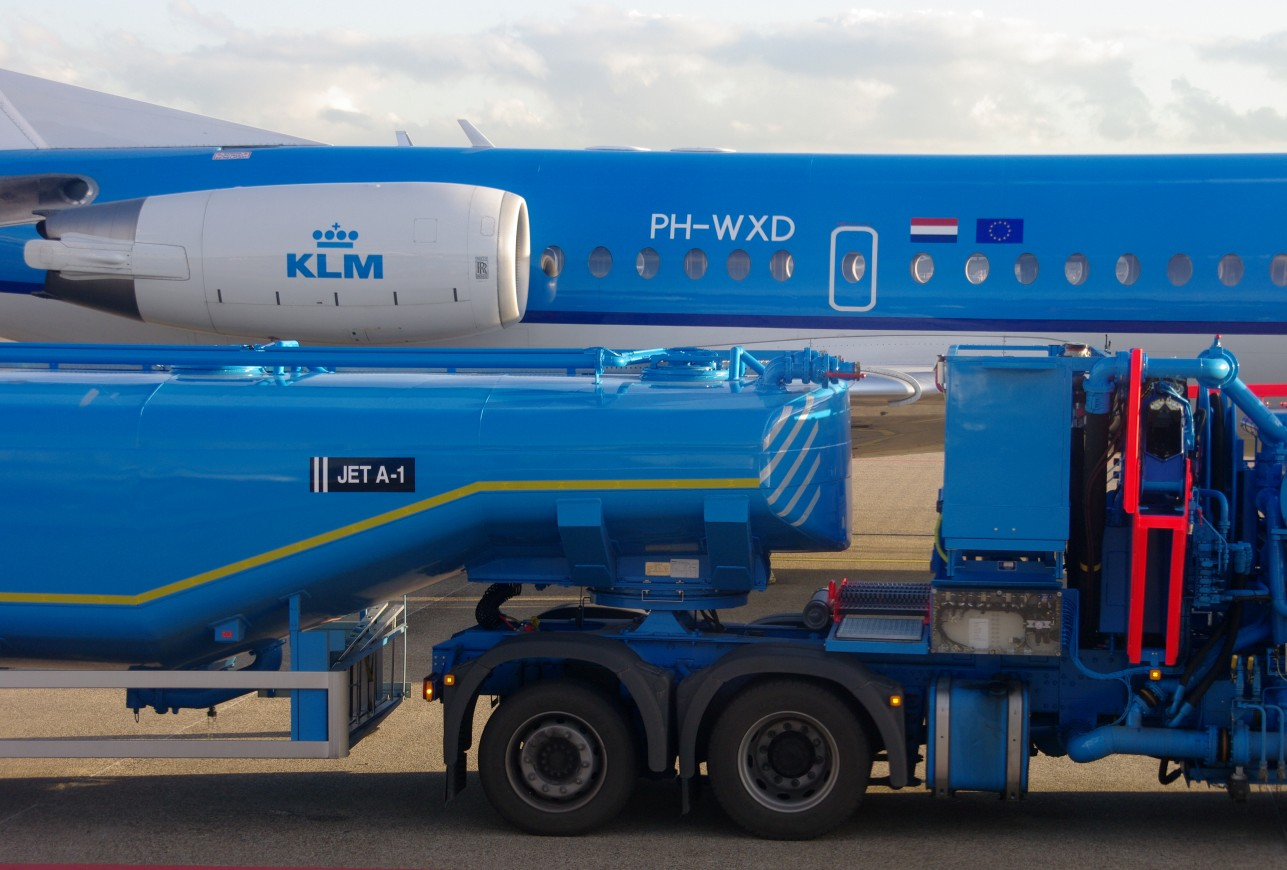
Brandstoftruck voor het tanken van Jet A-1

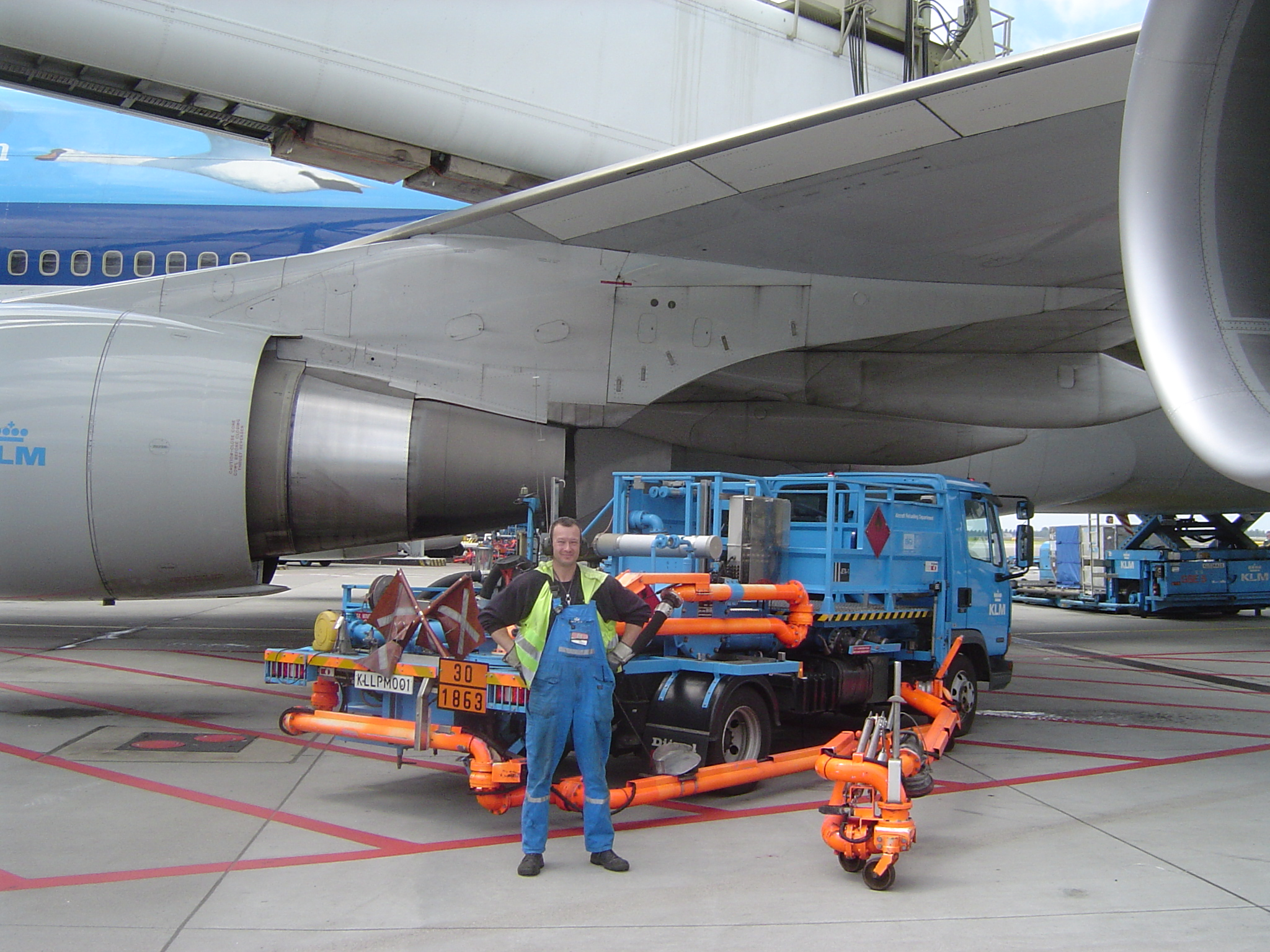
Voertuig om brandstof bij te tanken (uit een ondergrondse pijpleiding) naast een Boeing 747-400

Kerosine, in de volksmond petroleum genaamd, is een bij gefractioneerde destillatie van aardolie verkregen middenfractie, volgend op de benzinefractie. Het staat bekend als brandstof voor vliegtuigen en in extra gezuiverde vorm voor raketten.

## Productie
Kerosine is een aardoliedestillaat dat verkregen wordt door fractionele destillatie tussen 150°C en 290°C. Als kerosine direct uit aardolie gedestilleerd wordt, moet de olie behandeld worden in een merox-eenheid of in een hydrotreater om het zwavelgehalte en de corrosiviteit te verlagen. Kerosine kan ook verkregen worden in een kraakinstallatie. Een andere methode om kerosine te maken is uit aardgas, middels het Fischer-Tropschproces, ook wel gas-to-liquids (GTL) genoemd.
Het product kerosine is een mengsel van alifatische (paraffine en isoparaffinen) en cyclische (aromaten en naftenen) koolwaterstoffen en bevat wisselende hoeveelheden zuurstof- stikstof- en zwavelverbindingen van koolwaterstoffen. Kerosine heeft een energetische waarde van 43,1 MJ/kg, vergelijkbaar met die van dieselolie. De soortelijke massa is 0,78–0,81g/cm3. Het heeft een koolstofketenlengte van C12 tot C16.

## Toepassingen
Voordat benzine en de benzinemotor in zwang raakten was kerosine het meest gebruikte aardolieproduct en werd daarom naar de grondstof ook 'petroleum', 'petrolie', 'peterolie' of kortweg 'peut' genoemd. Men gebruikte het voornamelijk in het huishouden, voor verwarming en koken, en als lampolie voor verlichting. De primusbrander is een petroleumvergasser die onderweg of op de camping werd gebruikt.
Kerosine als brandstof wordt gebruikt in straalmotoren, turboprops en turbofans van vliegtuigen. De meest voorkomende types zijn Jet-A in de Verenigde Staten, TS-1 in Rusland en Jet-A1 in de rest van de wereld. De onderlinge verschillen zijn gering.
Een extra gezuiverde vorm van kerosine wordt als brandstof voor verschillende typen draagraketten gebruikt. Deze vorm staat bekend als RP1, wat staat voor 'rocket propellant grade 1'. De extra zuivering is nodig omdat een mix van zuurstof en ongezuiverde kerosine ook met het metaal van de raketmotor kan reageren waardoor de motor vol roet komt te zitten.
Bij de Nederlandse krijgsmacht overweegt men om te schakelen van diesel naar kerosine als brandstof. Kerosine is zowel op milieu- (het verbranden van kerosine genereert zestig procent minder roetuitstoot) als op financieel gebied (de prijs van kerosine ligt een stuk lager dan die van diesel) gunstiger in het gebruik.
Reactieve metalen, zoals kalium en natrium, worden vaak onder petroleum bewaard omdat ze in open lucht reageren met de daar aanwezige waterdamp.

## Belasting
Op kerosine voor de luchtvaart wordt in de meeste landen geen btw en accijns geheven. Kerosine heeft daarom een groot fiscaal voordeel op andere energiebronnen. Door het niet heffen van belasting op kerosine ontbreekt een extra prikkel om het gebruik van kerosine en de nadelige gevolgen hiervan, de uitstoot van broeikasgassen, te beperken. In november 2019 hebben de Ministers van Financiën van België, Bulgarije, Denemarken, Duitsland, Frankrijk, Italië, Luxemburg, Nederland en Zweden een gezamenlijke verklaring gepresenteerd aan Frans Timmermans, de Europese commissaris voor Europese Green Deal, waarin de Europese Commissie werd opgeroepen om een Europese belasting te heffen op kerosine om de gehele luchtvaartindustrie meer te belasten voor zijn uitstoot en vervuiling. Ook zou een uniforme passagiersvliegtaks moeten worden ingevoerd, om alle lidstaten op hetzelfde niveau te brengen.
De kerosineprijzen tussen landen verschillen. Het extra onnodig vol tanken van vliegtuigen vanwege de lagere prijs wordt fuel tankering genoemd. Het extra verbruik van het vliegtuig doordat het zwaarder dan nodig is beladen wordt economisch gezien ruimschoots gecompenseerd door de lagere prijs, maar het effect is meer verbruik en uitstoot.

## Alternatieven
Omdat kerosine sterk bijdraagt aan de opwarming van het klimaat, (bron?) wordt gezocht naar alternatieven zoals synthetische kerosine of biokerosine, die chemisch vrijwel identiek zijn aan conventionele kerosine, en daarin dus bijgemengd kunnen worden.